# Lepa Radić
Lepa Radić (n. 19 decembrie 1925, Gašnica, lângă Bosanska Gradiška – d. 11 februarie 1943, Bosanska Krupa) a fost o participantă la Lupta Populară de Eliberare a Iugoslaviei, în urma căreia a fost proclamată eroină națională a Iugoslaviei.
Împreună cu sora ei mai mare, Dara, a crescut în satul Bistrica, unde au terminat școala elementară. A terminat liceul de fete din Bosanska Gradiška, iar de la absolvire până la începutul celui de-al Doilea Război Mondial a locuit cu părinții în Gašnica. Prin unchiul ei Vladeta, după ocupația Iugoslaviei în 1941, s-a alăturat pregătirilor pentru răscoala armată din Kozara. În vara anului 1941, patru membri ai familiei sale - tatăl Sveto, unchii Vojo și Vladeta și mătușa Jovanka - s-au alăturat partizanilor. Împreună cu membrii rămași ai familiei, a fost arestată la începutul lunii decembrie și dusă la Gradiška. După aproximativ douăzeci de zile, a fost eliberată și apoi s-a alăturat partizanilor.
Ea s-a alăturat celui de-al doilea detașament de partizani Krajina, sub comanda doctorului Mladen Stojanović. Mai întâi, a urmat un curs medical și a avut grijă de răniții partizani, apoi a fost luptătoare în compania partizanilor Grbovac. În lunile martie și aprilie 1942, a participat la un curs de partid după ce a fost admisă în Partidul Comunist (CPY). Munca ei politică a fost întreruptă de ofensiva de pe Kozara, după care s-a mutat la Podgrmec, unde a acționat ca membru al Comitetului municipal al CPY pentru Srednji Dubovik. A lucrat activ la crearea primelor organizații ale Tineretului Antifascist și al Frontului Femeilor Antifasciste.
Când a început a patra ofensivă a axei la sfârșitul lunii ianuarie 1943, Radić a participat la evacuarea populației și a răniților și la primirea refugiaților veniți din Banija și Kordun. Împreună cu marele exil al poporului, la începutul lunii februarie 1943, a fost capturată la Grmeč și dusă la Bosanska Krupa, unde a fost spânzurată de germani.
Radić a fost proclamată eroină națională pe 20 decembrie 1951.

## Biografie
Radić s-a născut pe 19 decembrie 1925, în satul Gasnica, în apropiere de Bosanska Gradiska. A fost al doilea dintre cei trei copii ai fermierului sărac Svetozar Sveta Radić. Întrucât familia era prea săracă, Sveto a trimis-o pe Lepa și pe sora ei mai mare cu un an, Dara, la părinții lor din satul Bistrica. După moartea tatălui lui Sveta, Miloš Radić, care era preot ortodox, bunica Darinka a avut grijă de fete.
În Bistrica, ambele surori au terminat școala primară, iar apoi au urmat o școală profesională secundară de femei de patru ani în Bosanska Gradiška, pe care au terminat-o în anul 1939. Lepa a urmat prima clasă a școlii profesionale la Bosanska Krupa, unde a rămas cu unchiul ei Voja, iar celelalte clase din Gradiška. Chiar și în cea mai fragedă copilărie, Lepa a fost influențată foarte mult de unchiul ei Vladeta Radić, un electrician care lucra în Banja Luka, dar venea deseori în satul său natal. El a aparținut mișcării revoluționare a muncitorilor și când se afla în sat, își aduna prietenii, inclusiv pe Enver Šiljko, un erou național, și le vorbea mult timp despre politică și situația din societate. În zilele sale de liceu, Lepa citea cărți aduse de unchiul ei, iar ea s-a îndrăgostit mai ales de Călcâiul de fier de Jack London și Mama de Maxim Gorky.
În zilele lor de liceu, Dara și Lepa locuiau în Novi Varoš, la câțiva kilometri de Bosanska Gradiška. Școala profesională era considerată inferioară în raport cu școala liceală, ceea ce o înfuria destul de mult, pentru că, în calitate de elevă excelentă, a luptat pentru reputația școlii sale. Și-a influențat prietenii să învețe mai bine și s-a specializat în artizanat. Iubea literatura și, mai ales, poezia lui Jovan Jovanović Zmaj și Vladimir Nazor. Deși săracă, îi ajuta pe alți studenți. Aștepta cu nerăbdare să facă excursii în Zagreb și Rijeka și de multe ori mergea să-și viziteze părinții și fratele mai mic Milan, care s-a născut în anul 1927. După ce au terminat școala, Lepa și sora ei s-au întors la părinții lor din Gasnica.
Mulți dintre prietenii lui Lepa de la Liceul Profesional de Fete au participat la Războiul de Eliberare a Poporului, iar alături de ea în timpul războiului au murit Nevenka Nena Lukić (1923-1943), care a fost împușcată de Ustașa în fața magazinului tatălui ei, surorile Desanka Desa (1922-1944) și Mirjana Mira Bamburać (1923-1944), care au fost spânzurate de Ustașa de un stâlp electric, Mirjana Mira Raca (1921-1945), care a murit în lagărul Stara Gradiška și alții.

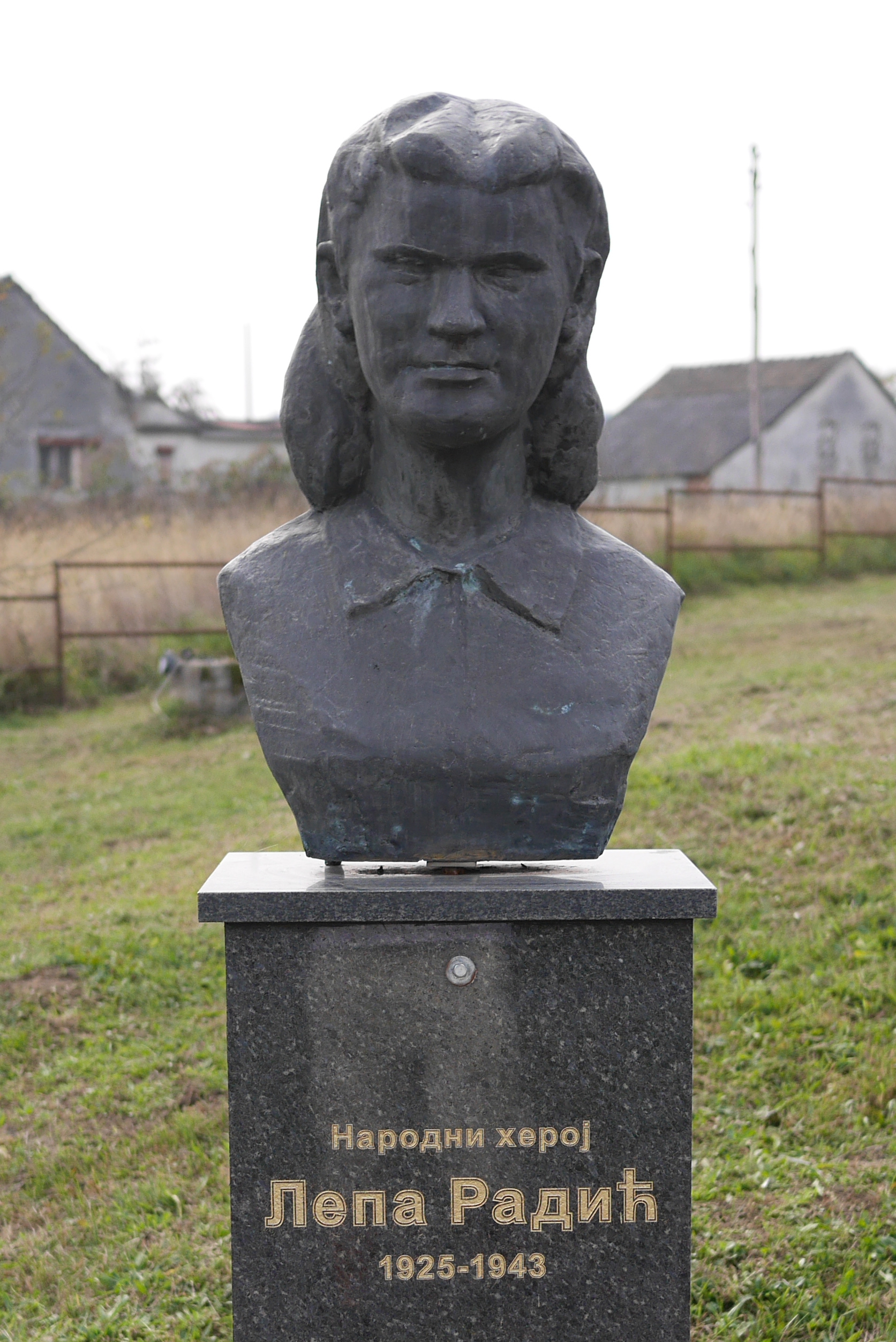
Bustul memorial al lui Lepa Radić în Bistrica, lângă Gradiška

### Plecarea la partizani
După ocuparea Iugoslaviei și crearea statului independent croat (NDH), în 1941, care a inclus și Bosanska Krajina, Ustașa a început să persecute și să masacreze populația sârbă. În acea perioadă, unchiul Lepei, Vladeta Radić, ca susținător al Mișcării de Eliberare a Poporului (POP), a fost implicat activ în pregătirile pentru răscoala armată, condusă de Partidul Comunist. El a fost responsabil de colectarea armelor rămase de la fosta armată iugoslavă, iar Lepa l-a ajutat să ascundă armele colectate. Când răscoala a izbucnit în Kozara în iulie 1941, familia Lepa s-a alăturat partizanilor - tatăl Sveto, unchii Vladeta și Voja și mătușa Jovanka, unul dintre primii partizani din Kozara. În septembrie 1941, au devenit luptători ai celui de-al Doilea Detașament Partizan Krajina, comandat de doctorul Mladen Stojanović. În octombrie 1941, Lepa a brodat un steag roșu cu o stea cu cinci vârfuri pentru luptătorii detașamentului Kozarački. La începutul lunii decembrie 1941, după prima ofensivă nereușită împotriva insurgenților de la Kozara, Ustașa a invadat Gasnica și a început să aresteze oamenii. Printre cei arestați s-au numărat membrii rămași ai familiei Radić - bunica Darinka, mama Lepei cu fiul ei Milan și Milica, în vârstă de trei ani, fiica mătușei Jovanka, Dara și Lepa. Au petrecut aproximativ douăzeci de zile în închisoarea Gradiška, după care au fost eliberați pe 23 decembrie. Imediat după întoarcerea în sat, Lepa, în vârstă de șaisprezece ani, a mers cu sora ei Dara, în vârstă de șaptesprezece ani, la Grbavci, pe Kozara, unde s-au alăturat companiei partizanului Grbovac.
Ca foarte tinere, aproape fete, Lepa și sora ei au fost transferate la ambulanța Detașamentului al doilea Krajina, unde erau cele mai tinere asistente. Mătușa lor Jovanka a fost și ea aici. Comandantul detașamentului și medicul Mladen Stojanović le-au explicat cum să bandajeze și să aibă grijă de răniți. Dara și Lepa au petrecut prima iarnă de război din 1941/42 în cazărmi, în adâncurile pădurii de deasupra Prijedor Bistrica, unde au cazat răniți și luptători bolnavi. Cu mare grijă și atenție, au avut grijă de răniți, încercând să-i încurajeze cu veselia lor tinerească în absența medicamentelor. După ce a petrecut patru luni în spital, Lepa a intrat în compania partizană Grabovac în martie 1942, alături de care a luat parte la mai multe bătălii și operațiuni de sabotaj.

### Muncitor politic în Podgrmec
De când s-a alăturat partizanilor, Lepa și-a exprimat dorința de muncă politică, astfel că, în martie și aprilie 1942, a participat la un scurt curs de partid în satul Lamovita, condus de Mica Vrhovec, membru al Partidului Comunist. Acest curs a avut loc în clădirea școlii elementare, iar pe lângă Lepa, au participat Dara Radulović, Stoja Janjić și Bosa Kusonjić, activiști ai Ligii Tineretului Comunist din Iugoslavia (SKOJ). Aceștia au studiat primul și al doilea capitol din Istoria SKP (b), iar pe parcurs au fost frecvent vizitați de Josip Mažar Šoša, care i-a ajutat să stăpânească materialul și le-a explicat evenimentele politico-militare actuale. După terminarea pregătirii sale politice, Lepa a fost acceptată în calitatea de membru al Partidului Comunist din Iugoslavia (KPJ), iar la jumătatea lunii mai 1942 a fost trimisă la Omarska, în apropiere de Prijedor, unde a fost responsabilă de activitatea politică din satele Gornji și Donji Podgradci. Aici a adunat tinerii și a organizat întâlniri cu ei, unde le-a povestit despre obiectivele Mișcării de Eliberare a Poporului. Munca ei politică a fost întreruptă de startul ofensivei inamice de pe Kozara, la începutul lunii iunie 1942.
În timpul descoperirii unui batalion din detașamentul Kozara, la începutul lunii iulie 1942, Lepa, împreună cu masa oamenilor, s-au mutat la Podgrmec. Întreaga familie a rămas la Kozara la acea vreme, iar în timpul ofensivei, tatăl ei Sveto (1901-1942) și unchiul Vladeta (1914-1942) au fost uciși, în timp ce fratele ei mai mic Milan (1927-1945), împreună cu sute de copii din Kozara, au fost luați la lagărul Jasenovac, unde a fost ucis în 1945. Ajuns la Podgrmeč, Lepa s-a alăturat imediat marii acțiuni a tineretului, care în iulie și august 1942 a organizat recolta din Valea Sanička, cu scopul de a culege recolta pentru a nu cădea în mâinile ocupanților și ale Ustașa. După aceea, a primit sarcina de a acționa politic în satele Gornji și Donji Petrovići și Srednji Dubovik, în apropiere de Bosanska Krupa. Lepa cunoștea această zonă, pentru că unchiul ei Voja, care era localnic, o lua adesea cu el când îl vizita în Bosanska Krupa. A lucrat mai ales cu tineri și femei și, după cum s-a dovedit a fi foarte reușită în activitatea politică, a devenit în scurt timp membru al Comitetului municipal al CPY din Srednji Dubovik.
Deși foarte tânără, dar serioasă pentru vârsta ei, aspectul ei a trădat o femeie foarte energică. Ea a adunat în fiecare zi tineretul și a lucrat la crearea primelor organizații de tineret și femei, care la sfârșitul anului 1942 au devenit parte a Alianței Unite a Tineretului Anti-Fascist din Iugoslavia (USAOJ), adică Frontul Femeilor Antifasciste din Iugoslavia (AFZ), precum și la formarea Alianței Tineretului Comunist. La conferințele de tineret din sat, ea a vorbit despre luptele de la Kozara, la care ea însăși a participat, despre obiectivele Mișcării de Eliberare a Poporului și a solicitat tinerilor să se alăture în masă unităților partizane Krajina. Ea a ținut întâlniri mai ales noaptea în casele satelor, deși exista un pericol constant ca cetnicii să invadeze casa, întrucât Srednji Dubovik era situat vizavi de satele Ostrožnica și Veliki Badić, care erau bastioane ale cetnicilor. Conștientă de toate pericolele, Lepa a mers zeci de kilometri în jurul satelor semi-eliberate și a lucrat la adunarea oamenilor și a tineretului.
Ea a condus tinerii din Dubovik la o adunare mare la Jasenica, pe 7 ianuarie 1943, când comandantul suprem al NOV și POJ, Josip Broz Tito, a inspectat unitățile din Divizia a 4-a Kraijna - a 2-a, a 5-a, a 6-a și a brigada 8-a de atac Krajina. A adus apoi darurile tradiționale ale Krajinei pentru comandantul suprem și comandantul Diviziei a 4-a, Josip Mažar Šoša.

### Suferință în a patra ofensivă

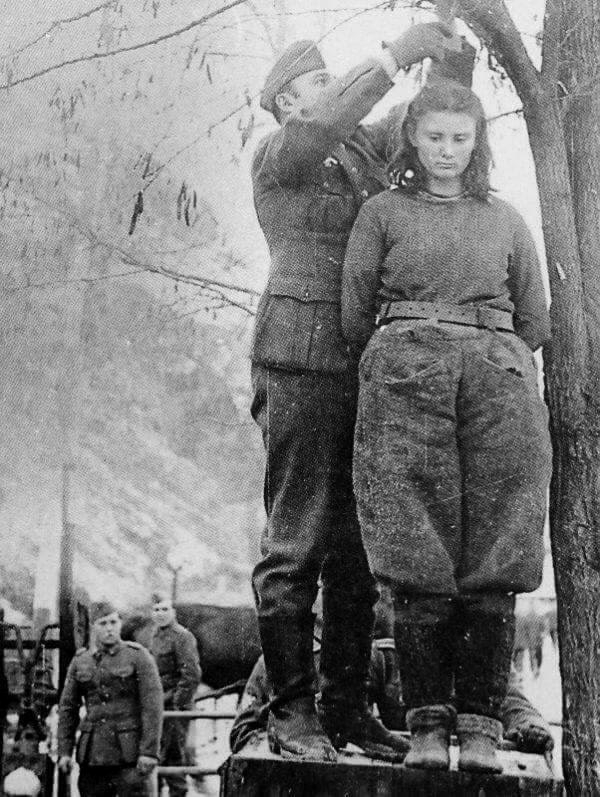
Spânzurarea Lepei Radić la 11 februarie 1943 în Bosanska Krupa

Când operațiunea Weiss I a început la sfârșitul lunii ianuarie 1943, prima parte a celei de-a patra ofensivă a dușmanilor, care a cuprins zona Lika, Kordun, Banija și Bosnia de Vest, Lepa Radic a fost membru al personalului pentru evacuarea populației, răniților, alimentelor și creșterii în municipiul Srednji Dubovik. Ea a organizat evadări, care au trebuit să se retragă în Grmec în timpul luptelor dintre partizani și forțele ocupante-croate. În timpul evacuării oamenilor, Lepa, în calitate de muncitor politic, a încurajat poporul și i-a asigurat că forțele partizane vor reuși să oprească forțele inamice superioare și astfel să salveze răniții și refugiații. Când coloanele de refugiați au traversat drumul din satul Jasenica, la poalele Grmec, aviația germană a început să bombardeze coloana și apoi a avut loc o panică mare. Împreună cu un grup de prieteni, Lepa a reușit să calmeze agitația și alarma și să continue cu evacuarea.
După ce a ajuns în Grmec, Lepa, în calitate de membru al personalului, a vizitat grupuri împrăștiate de oameni și a discutat cu oamenii, încercând să le ofere ceva speranță și să îi încurajeze în acele zile grele. Când forțele ocupante-croate au devenit din ce în ce mai apropiate de Grmec, ea s-a oferit voluntar să se alăture Brigăzii a 2-a de atac Krajina, pentru a participa direct la apărarea poporului evacuat ca luptătoare. În cadrul reuniunii Comitetului județean al CPY, i s-a ordonat să rămână în Grmec și să viziteze refugiații, funcționând în continuare ca membru al personalului de evacuare. S-a sfătuit apoi să-i împartă pe refugiați în grupuri mai mici, pentru a evita victimele mai mari, deoarece forțele inamice au comis crime împotriva populației din satele Podgrmec în timpul ofensivei. În faza cea mai critică a apărării satului Grmec, membrii Statului Major s-au împărțit și fiecare a avut grijă de o scăpare. Apoi, Lepa a avut grijă de fugă, care număra 150 de persoane, în mare parte vârstnici, femei și copii.

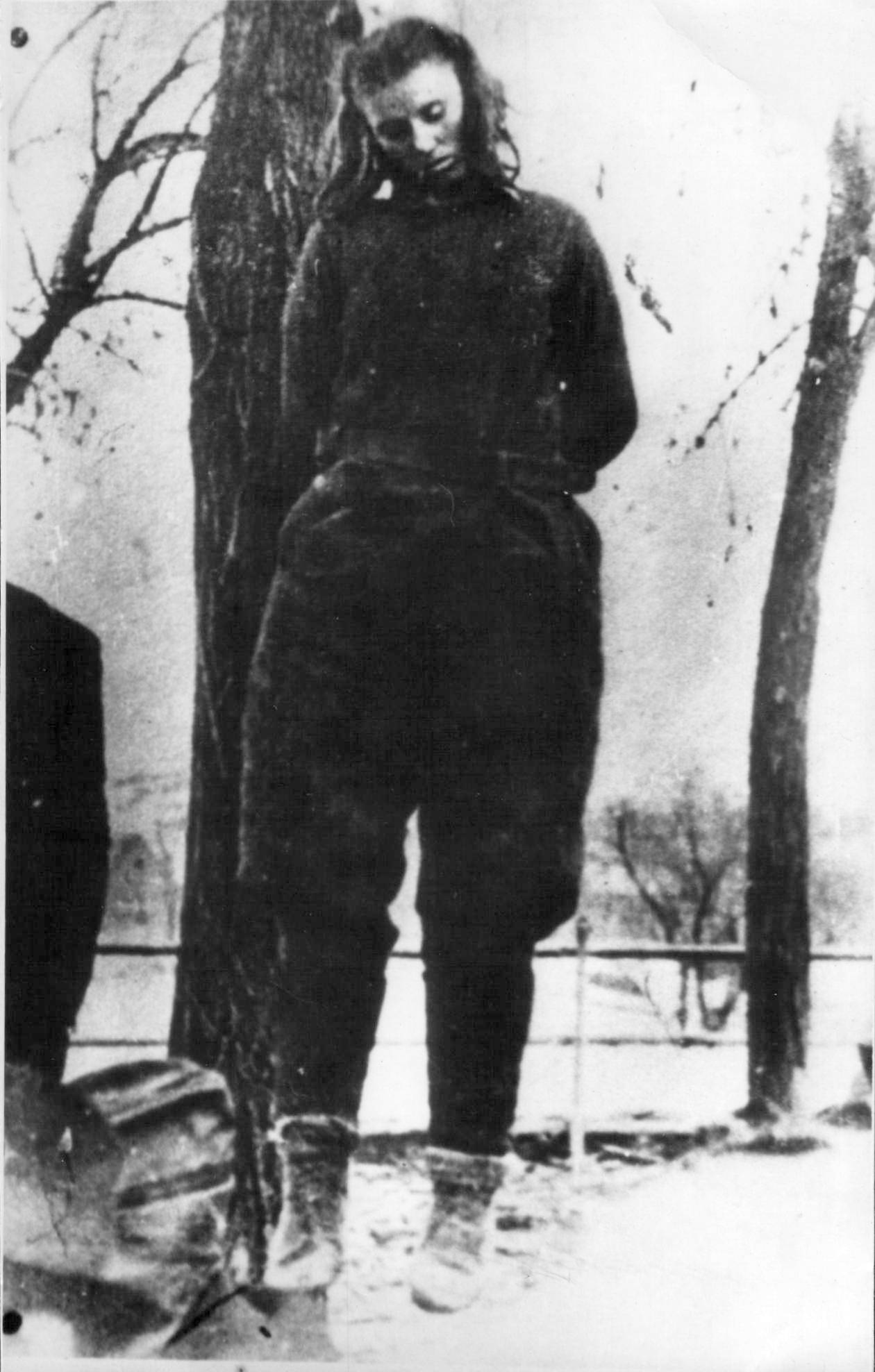
Spânzurarea Lepei Radić la 11 februarie 1943 în Bosanska Krupa

Potrivit lui Grmec, care a apărat a doua Brigadă Krajina și a 5-a Brigadă de atac Kozarac, următoarele forțe germane avansau - unități din Divizia de Vânătoare 717 germană din direcția Sanski Most, unități din Divizia 369 Infanterie din direcția Bosanska Krupa și unități din a 7-a. Împărțirea SS din direcția Bosanski Petrovac. Pătrunderea diviziei „diavolului” germane din 369 de la Bosanska Krupa către Benakovac și fuziunea cu părți ale celei de-a 7-a divizii de vânătoare, precum și pătrunderea diviziei a 7-a SS, au pus capăt încercuirii Muntelui Grmec, unde se aflau atunci 15.000 de refugiați. După încercuire, aceste unități au trecut prin munte în mai multe coloane, masacrând oamenii găsiți efugiați. În diverse moduri, 3,370 de persoane au fost ucise în Grmec la acel moment, 1.722 au fost duse în lagărele de concentrare, iar 1.256 au înghețat și au murit în timpul iernii. Forțele partizane, care apărau Grmec, au reușit să se desprindă între 11 și 13 februarie, cu eforturi mari, din zona de nord a comunicării Sanski Most-Bosanska Krupa.
În ajunul zilei de 8 februarie 1943, membrii diviziunii 369 a „diavolului” au înconjurat brusc și au capturat oamenii eliberați de Lepa Radić deasupra satului Praštali, nu departe de Lušci Palanka. Întrucât era singura înarmată, cu doar o pușcă, femeile i-au spus să renunțe la pușcă și să-și scoată uniforma, pentru a se salva, însă ea a refuzat, îndemnând oamenii să nu se predea și să se lupte cu mâinile goale, dacă este necesar. După ce a tras ultimele câteva gloanțe, Lepa a fost învinsă de mai mulți soldați și legată, iar ulterior a fost dusă la Bosanska Krupa împreună cu refugiații prinși. În timp ce a rezistat pe drum și a spus că ar trebui ucisă fără ca oamenii să fie vinovați de nimic, ea a fost lovită cu o pușcă. Când a fost adusă la Krupa, în timp ce a fost dusă în clădirea de comandă, a chemat refugiații adunați să lupte și a chemat partizanii și Armata Roșie.
După trei zile de tortură în Bosanska Krupa, după ce a refuzat să dezvăluie care dintre asociații partizanilor se număra printre persoanele capturate la Grmec, a fost adusă în fața unei instanțe și condamnată la moarte. La 11 februarie 1943, a fost adusă cu mașina în dreptul unui copac de salcâm, care se afla între tunel și gara din Bosanska Krupa, unde exista o masă mare de refugiați la acea vreme. Fadila Mahić, o tânără, a fost adusă împreună cu ea, dar nu a fost spânzurată la acel moment. Cu mâinile legate cu un cablu telefonic, fără încălțăminte, numai în șosete din lână, extenuată, dar mândră și curajoasă, Lepa Radić a fost adusă în arborele de salcâm, unde era gălăgie. Printre soldații germani adunați, erau prezenți un număr mare de Volksdeutscher din Voivodina, care cunoșteau bine limba sârbă, așa că, înainte de executarea pedepsei,  i-au promis viața dacă spunea cine sunt liderii și comuniștii dntre oamenii prinși. Lepa le-a răspuns - nu sunt o trădătoare a poporului meu. Ei înșiși se vor dezvălui când vor distruge răufăcători ca tine!. După ce au urcat-o pe o cutie de lemn pentru muniție, Lepa s-a adresat oamenilor adunați, chemându-i să lupte și să strige sloganuri antifasciste, dar expunerea ei ulterioară a fost întreruptă prin strângerea ștreangului. După spânzurare, corpul ei a atârnat de copac încă patru sau cinci zile.
În aceeași zi în care a fost spânzurată, colonelul SS August Schmithuber, comandantul Regimentului 14 al Diviziei a VII-a SS, a primit un raport de la subordonații săi în care era scris, printre altele, că Banditul, spânzurat în Bosanska Krupa, arăta o înfățișare fără precedent.

## Erou național

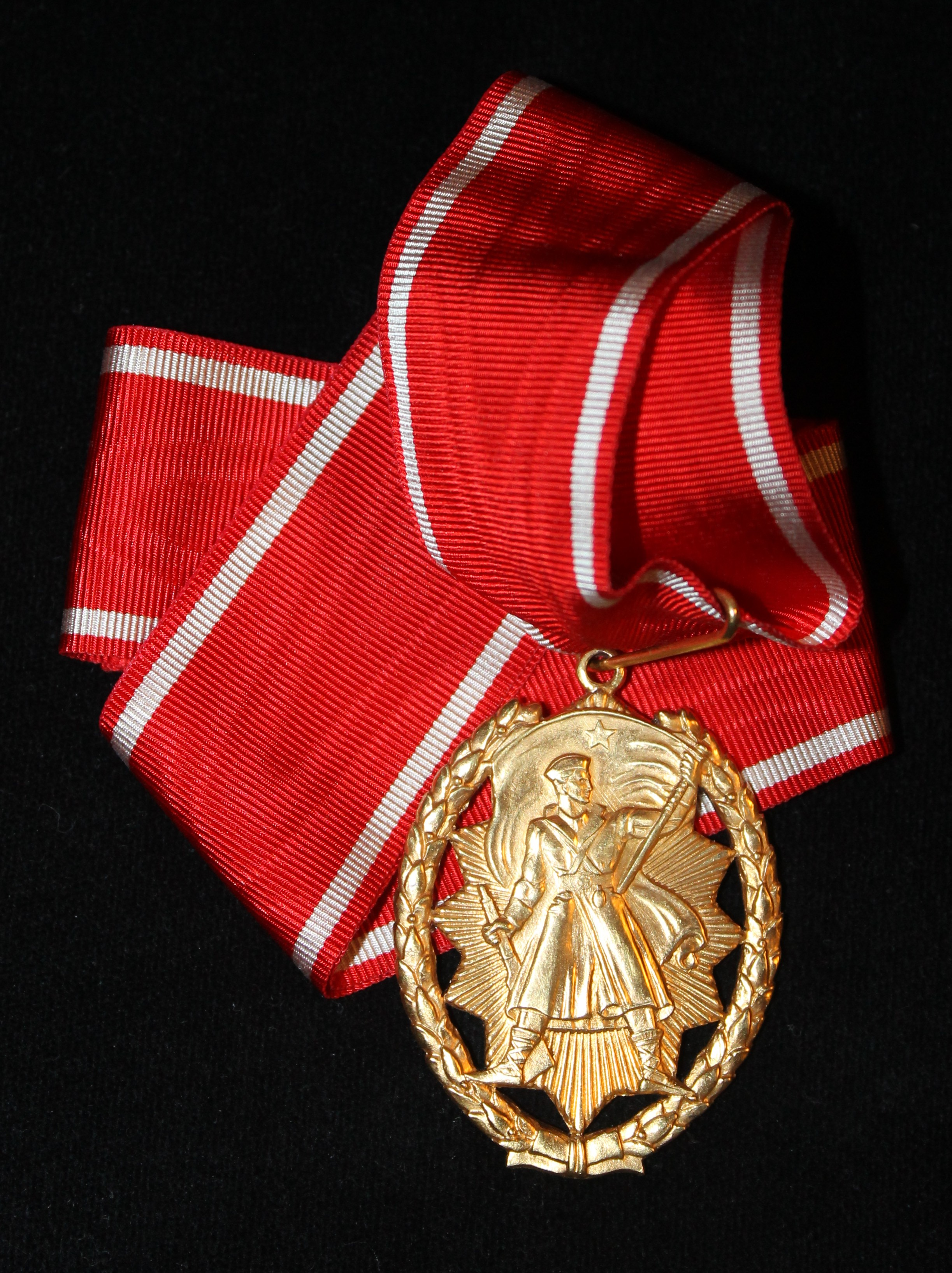
Ordinul Eroul Poporului

Printr-un decret al Prezidiului Adunării Naționale a Republicii Populare Federale a Iugoslaviei, Lepa Radić a fost proclamată postum o eroină națională a Iugoslaviei, pe 20 decembrie 1951, pentru eroismul ei de excepție în lupta împotriva inamicilor oamenilor. În aceeași zi, alți paisprezece partizani uciși au fost declarați eroi naționali, printre care se numără Vahida Maglajlić, din Banja Luka, și Ravijojla Janković, din Ilidža. La șaptesprezece ani, Lepa era cel mai tânăr erou național din Potkozarje și până la proclamarea lui Milka Bosnić (1928-1944) ca erou național în 1974, Lepa, împreună cu Boško Buha (1926-1943), a fost unul dintre cei mai tineri eroi naționali din RSF Iugoslavia.
În mai 1945 au fost găsite fotografii din timpul execuției prin spânzurare a lui Lepa Radić asupra unui soldat german care a murit în timpul eliberării Zagrebului. La început, identitatea partizanului spânzurat nu era cunoscută. Întrucât fotografia a fost copiată și distribuită muzeelor, Lepa a fost recunoscută în fotografie de către una dintre rudele sale în timpul unei vizite la Muzeul Revoluției din Mostar.
Drept unul dintre cei mai tineri eroi naționali, Lepa a devenit un simbol al rezistenței tinerilor Iugoslaviei. În cinstea sa, mai multe străzi, școli primare, brigăzi de lucru pentru tineri, detașamente de pionieri etc. au primit numele Lepa Radić. În Bosanska Krupa, pe locul unde a fost spânzurată, a fost ridicat un mic memorial, iar o stradă și o școală primară din acest oraș îi poartă numele din septembrie 1973. La sugestia Asociației Veteranilor din Războiul de Eliberare a Poporului și Alianței Tineretului Socialist din Iugoslavia, în cadrul Complexului Memorial „Boško Buha” din Jabuka, în apropiere de Prijepolje au fost ridicate opt busturi ale unor pionieri și tineri uciși în Războiul de Eliberare a Poporului, câte unul din fiecare republică și provincie. În această zonă, numită Aleea Tinereții fără Frică, a fost ridicat, printre altele, un bust al lui Lepa Radić, opera lui Ljuboj Čabarkapa, un profesor din Pljevlja.
În parcul memorial al Sloboda din Gradiška, există busturi a trei eroi naționali născuți în municipiul Gradiška - Enver Šiljko, Stevan Dukić și Lepa Radić. Bustul femeilor există și la Bistrica, la Gradiške, lângă monumente soldate căzute în războaiele 1941 - 1945. și 1992 - 1995. Astăzi, instituția preșcolară „Lepa Radić” și Asociația Centrală Culturală și artistică „Lepa Radić” îi poartă numele în Gradiška. Străzi cu numele ei există astăzi în Gradiška, Prijedor, Laktaši și Futog.

## Galerie

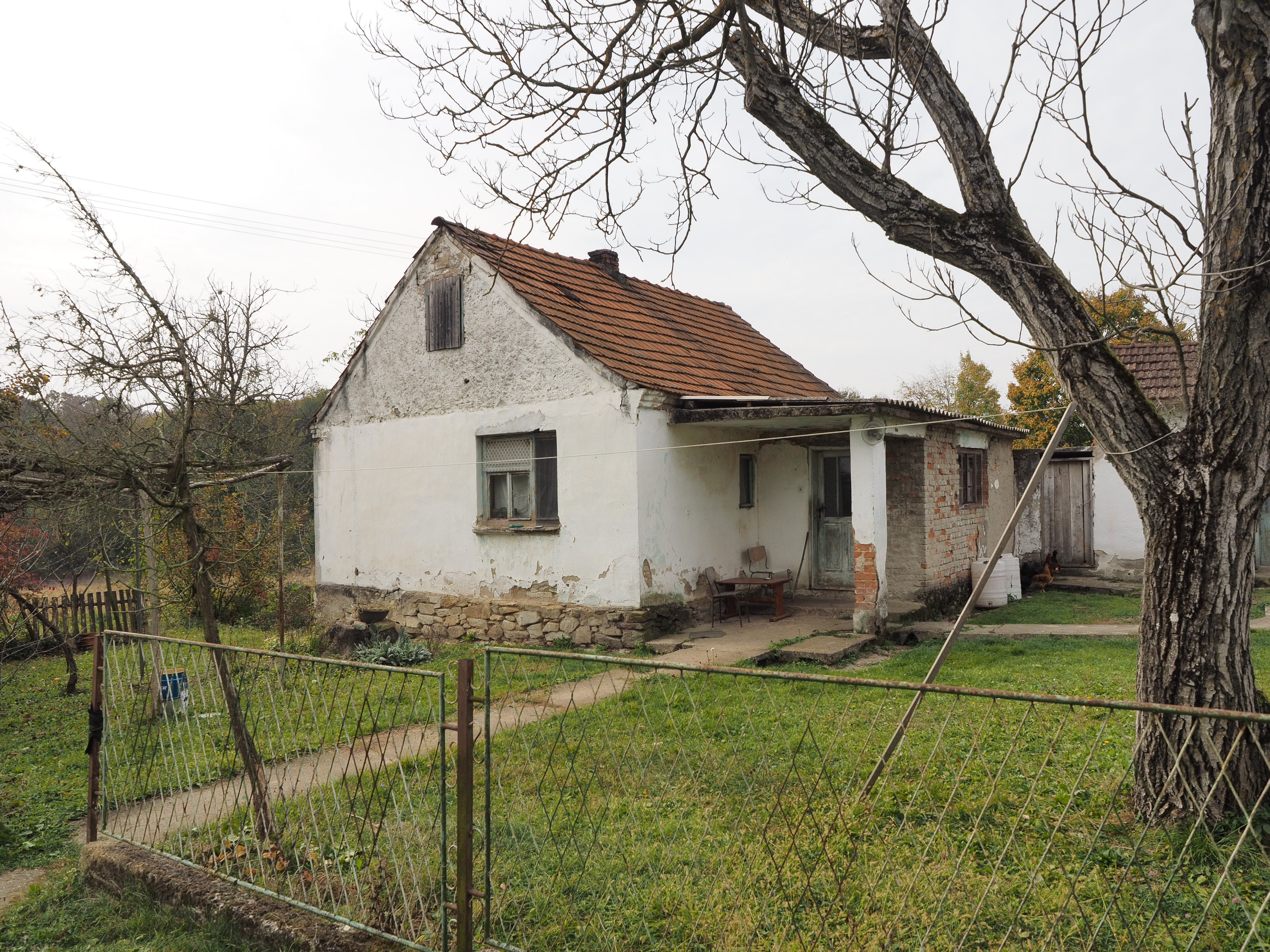
Casa natală a Lepei Radić din Gašnica. Casa originală a fost incendiată de Ustașa în iulie 1942, în timpul bătăliei de la Kozara
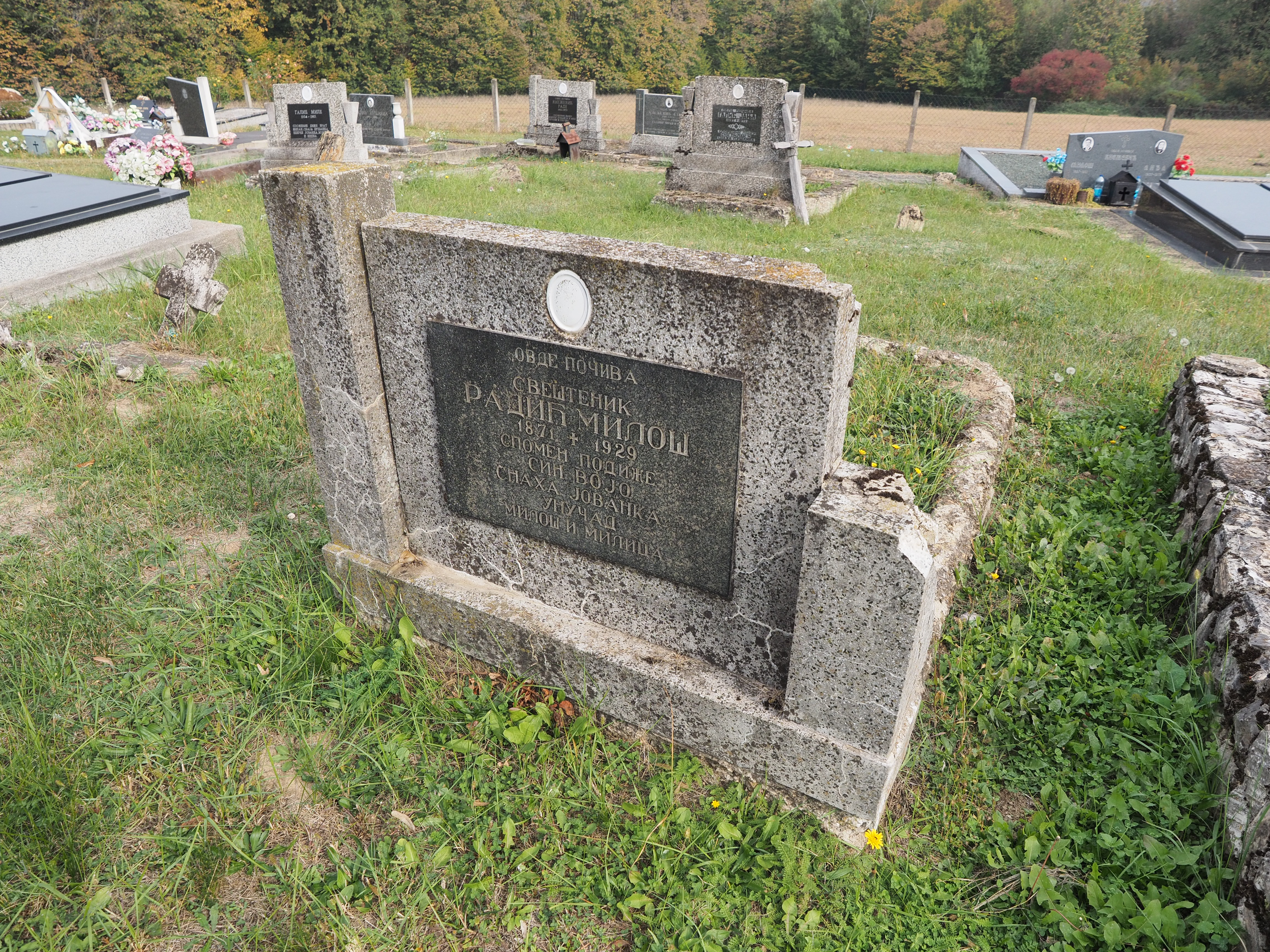
Mormântul preotului Miloš Radić, bunicul din partea tatălui ei din satul vecin Bistrica